# 549
549 (DXLIX) je bilo navadno leto, ki se je po julijanskem koledarju začelo na petek.

## Dogodki
- Ostrogoti pod vladarjem Totiljo ponovno zavzamejo Rim
- Agila nasledi Theudigisla kot kralj Vizigotov
- Na Irskem je bila ustanovljena rimskokatoliška škofija Ossory, ki obstaja še danes.
- Na Kitajskem je cesar Jinwen nasledil Cesarja Wu kot vladar dinastije Liang

## Rojstva
- Jizang, kitajski budistični duhovnik († 623)

## Smrti
- Theudigisel, vizigotski kralj
- Tuathal Maelgarb, kralj Tare
- Gao Cheng
- Cesar Wu
- Xiao Zhengde
- Princesa Xu Zhaopei
- Zhu Yi